# Aworded
L'Angry Words, anteriorment conegut com a Apalabrados i actualment com a Aworded, és un videojoc d'entreteniment dissenyat per a telèfons intel·ligents i tauletes, per a les plataformes Android i iOS, i també per a la xarxa social Facebook. Compta amb uns sis milions d'usuaris a tot el món, el 80% d'ells residents a l'Estat espanyol, i més de set milions de baixades.
La mecànica del joc és molt similar al joc de tauler Scrabble, però l'Angry Words només permet partides de 2 jugadors, 1 contra 1. L'objectiu del joc és acumular més punts que l'adversari al final de la partida. Els punts s'aconsegueixen col·locant, en torns consecutius, mots sobre el tauler, formant una graella, de manera que els mots nous enllacin amb els mots jugats en torns anteriors.
El videojoc està disponible en diversos idiomes: català, anglès, castellà, italià, francès, alemany, suec, holandès i portuguès (entre d'altres). Els jugadors poden jugar en qualsevol idioma, sense importar l'idioma que utilitzen en el seu dispositiu. A Catalunya, el primer idioma utilitzat és el castellà, seguit del català, el francès i l'italià.
Així mateix, els diccionaris per a cada idioma es basen en els diccionaris oberts, amb la possibilitat que l'usuari suggereixi més paraules per afegir-hi. En el cas de la llengua catalana, està basat en el Diccionari informatitzat de l'Scrabble en català, de Joan Montané.
El joc permet interacció entre usuaris a través d'un xat i de tocs d'avís.